# Rasmus Iversen
Rasmus Iversen (Marstrup, 16 september 1997) is een Deens wielrenner die anno 2020 rijdt voor Lotto Soudal.

## Carrière
Iversen kwam in 2019 als neoprof over naar Lotto Soudal en won het jongerenklassement van de Ster ZLM Toer in 2019. Na het seizoen 2020 zette hij een stap terug naar Herning CK Elite een Deense amateurploeg.

## Belangrijkste overwinningen
2019
Jongerenklassement Ster ZLM Toer

## Ploegen
- 2018 –  Team Giant-Castelli
- 2019 –  Lotto Soudal
- 2020 –  Lotto Soudal
- 2021 −  Herning CK Elite

Armée · Benoot · Blythe · Campenaerts   · De Buyst · De Gendt · Dewulf · Ewan · Frison · Hagen · Hansen · Iversen · Keukeleire · Kluge · Lambrecht · Maes · Marczyński · Mertz · Monfort · Naesen · Thijssen · Van der Sande · van Goethem · Van Moer · Vanendert · Vanhoucke · Wallays · Wellens · Wouters
Armée · Cras · De Buyst · De Gendt · Degenkolb · Dewulf · Dibben · Ewan · Frison · Gilbert · Goossens · Hagen · Hansen · Holmes · Iversen · Kluge · Maes · Marczyński · Mertz · Oldani · Thijssen · Van der Sande · Van Goethem · Van Moer · Vanhoucke · Vermeersch (vanaf 1 juni) · Wallays · Wellens